# They Gave Him a Gun
They Gave Him a Gun è un film statunitense del 1937 diretto da W. S. Van Dyke.
Il film è basato sul libro omonimo di William J. Cowen del 1936.